# Musée public national maritime d'Alger
Le musée public national maritime d'Alger est un musée spécialisé dans l’étude, la recherche, la préservation, la conservation de collections muséales du patrimoine maritime du littoral algérien. Il possède une riche collection qui retrace plusieurs siècles d’histoire maritime et navale algérienne. Il est situé sous les voûtes de la basse Casbah d'Alger, au sein de l'Amirauté d'Alger,.

## Histoire
Il a été créé par décret exécutif N°07-233 du 30 juillet 2007 et compte des annexes dans plusieurs villes côtières. Le Musée œuvre à restituer la vie de l'Homme depuis ses premiers contacts avec la mer, en focalisant sur la période ottomane de la Régence d'Alger qui a précédé la colonisation française de l'Algérie.
Il est situé au pied de la Casbah d'Alger dans les voûtes Kheïreddine, construites en 1814 par Hadj Ali Dey, et qui ont servi d'ateliers de réparation de la flotte sous la régence d'Alger avant que les forces coloniales françaises n'y installent de grands fours pour fournir du pain à leurs soldats après la prise d'Alger en 1830.

## Collections
Dans ce musée, on y trouve des outils utilisés dans la fabrication et la réparation de navires, des instruments de navigation ou encore des stèles en marbre, des sémaphores, des ancres à jas et autre objets découverts dans les fonds marins, et qui couvrent les périodes préhistorique, antique, médiévale et ottomane.
On y trouve aussi, des maquettes de navires algériens comme le « Chebek », la « Ghalia », la « Ghaliota », des modèles de navires de la flotte navale algérienne, peintures, sculptures, bustes de figures légendaires liées au monde maritime, des objets d'art, des amphores, des monnaies et médailles, des représentations de scènes de batailles navales, des habits de marins, des portraits des plus importants amiraux, des armes, des canons et des drapeaux de guerre, et des manuscrits de traités qui mettent en avant la puissance de la marine algérienne de l’époque.

Quelques pièces exposées dans le musée
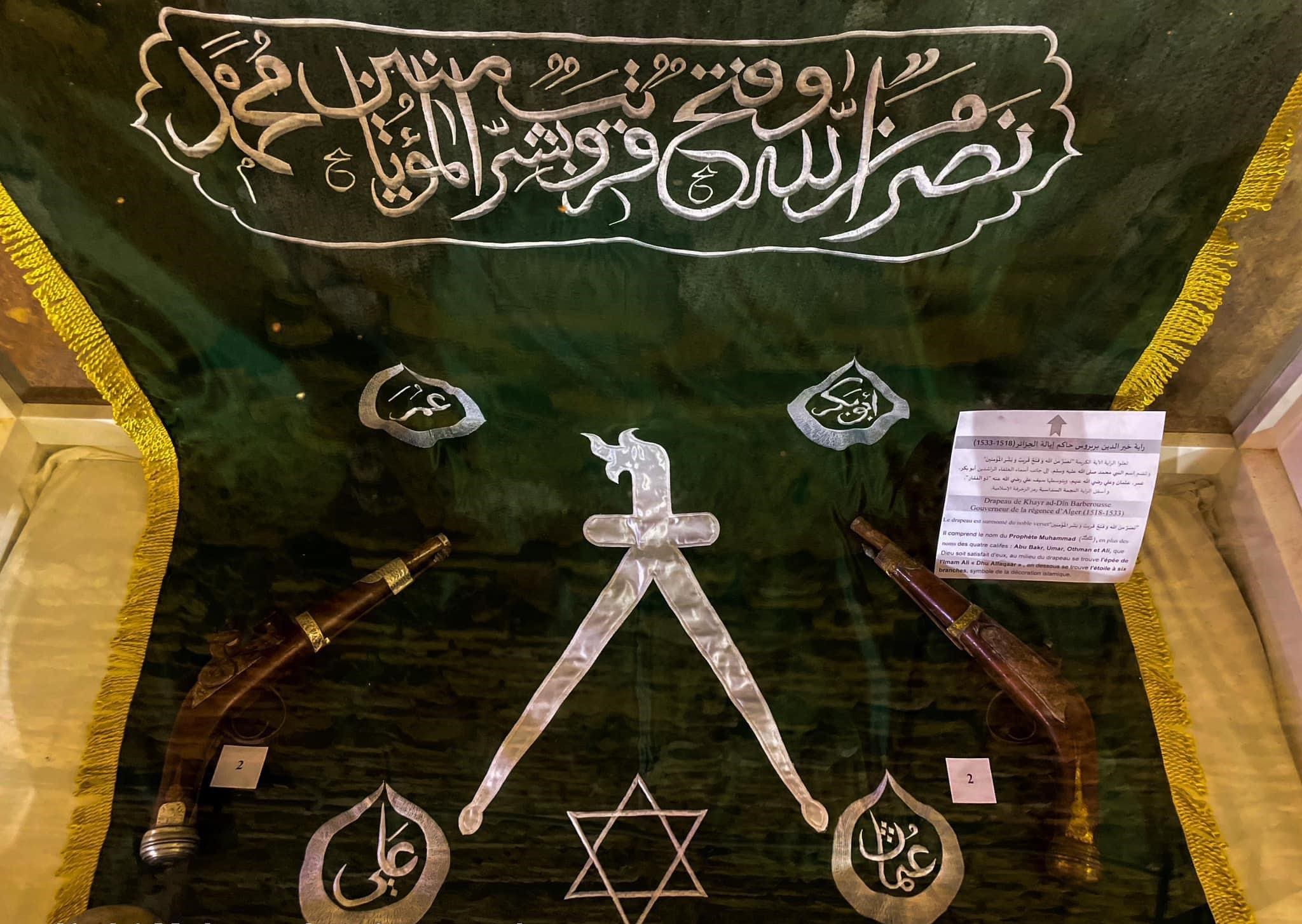
Drapeau de Khayr ad-Din Barberousse, gouverneur de la régence d'Alger (1518-1533)
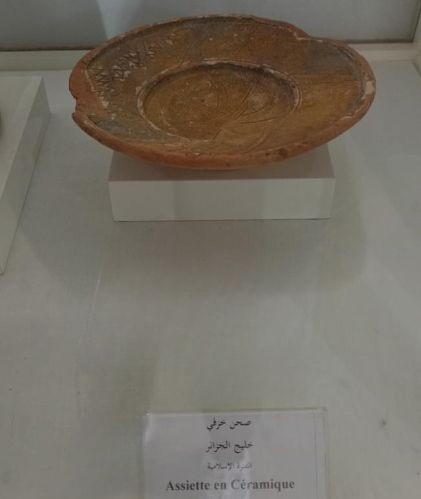
Assiette en céramique, période islamique, Baie d'Alger
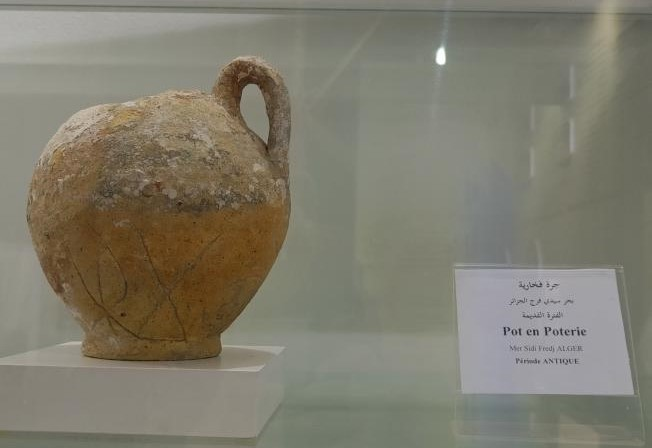
Pot en poterie, période antique, Mer de Sidi-Fredj, Alger
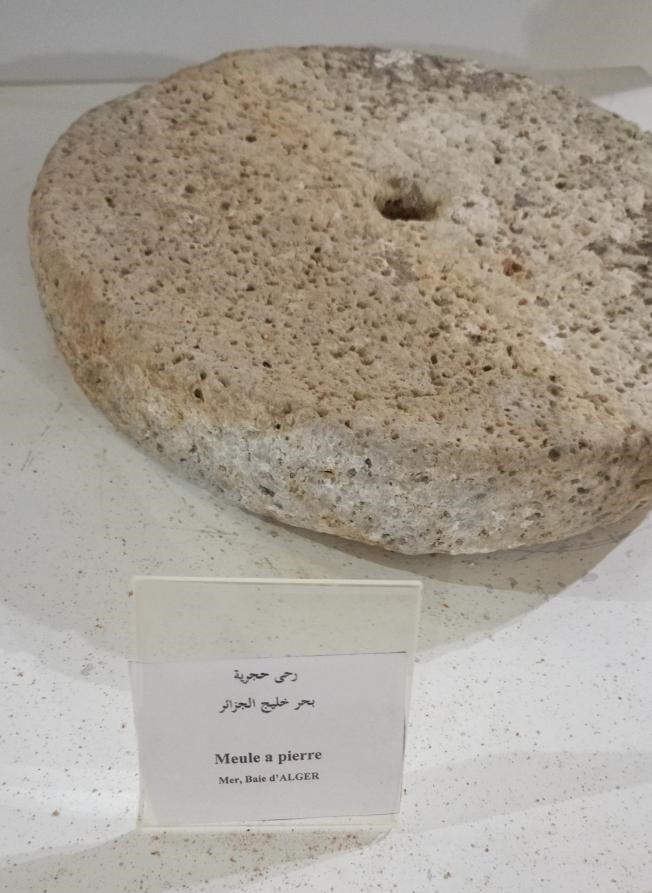
Meule à grains en pierre, Baie d'Alger
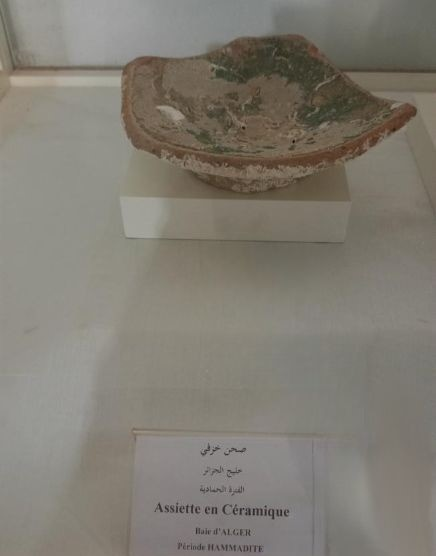
Assiette en céramique, période hammadide, baie d'Alger
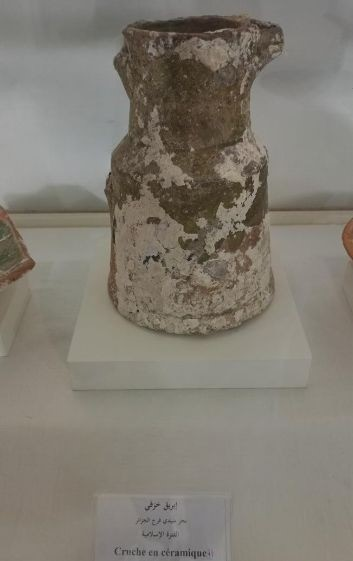
Cruche en céramique, période islamique, Mer de Sidi-Fredj
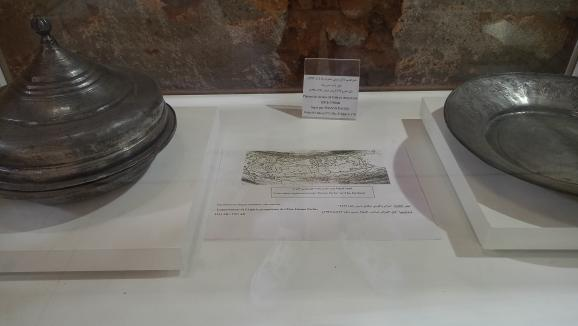
Assiettes de service signées Dey d'Alger

## Conservateurs
- Réda Brixi
- Amel Mokrani Boukari